# 12631 Mariekebaan
A 12631 Mariekebaan (ideiglenes jelöléssel (12631) 3051 T-1) a Naprendszer kisbolygóövében található aszteroida. Cornelis Johannes van Houten, Ingrid van Houten-Groeneveld és Tom Gehrels fedezte fel 1971. március 26-án.

## Kapcsolódó szócikk
- Kisbolygók listája (12501–13000)